# 고마강
고마강(일본어: 高麗川)은 일본 사이타마현 남서부에서 중부로 흐르는 아라카와강 수계의 1급 하천이다.